# 1944 워 히어로
《1944 워 히어로》(영어: CHOSEN)은 2017년 4월 27일에 대한민국에서 개봉한 미국의 전쟁 드라마 영화이다.

## 출연진
- 루크 메이블리
- 하비 케이틀
- 아나 울라루
- 클라우디우 블레옹
- 라두 반자루